# Zodarion hauseri
Zodarion hauseri là một loài nhện trong họ Zodariidae.
Loài này thuộc chi Zodarion. Zodarion hauseri được Paolo Marcello Brignoli miêu tả năm 1984.